# شوستاکووو
شوستاکووو (به لهستانی:  Szostakowo) یک روستا در لهستان است که در گمینا چژه واقع شده‌است.